# Барведель
Барведель (нем. Barwedel) — община в Германии, в земле Нижняя Саксония.
Входит в состав района Гифхорн. Подчиняется управлению Больдеккер Ланд. Население составляет 1064 человека (на 31 декабря 2010 года). Занимает площадь 19,8 км².
| Год  | Население |
| ---- | --------- |
| 1990 | 950       |
| 1995 | 975       |
| 2000 | 1065      |
| 2005 | 1091      |
| 2010 | 1067      |